# 孙坚 (1991年)
孙坚（1991年10月23日—），中国射擊運動員。 
他曾参加2018年ISSF世界射击锦标赛，並且获得一枚奖牌。他也曾代表中國隊參加2018年雅加达亚运会射击比赛。